# Dèbora e Jaéle

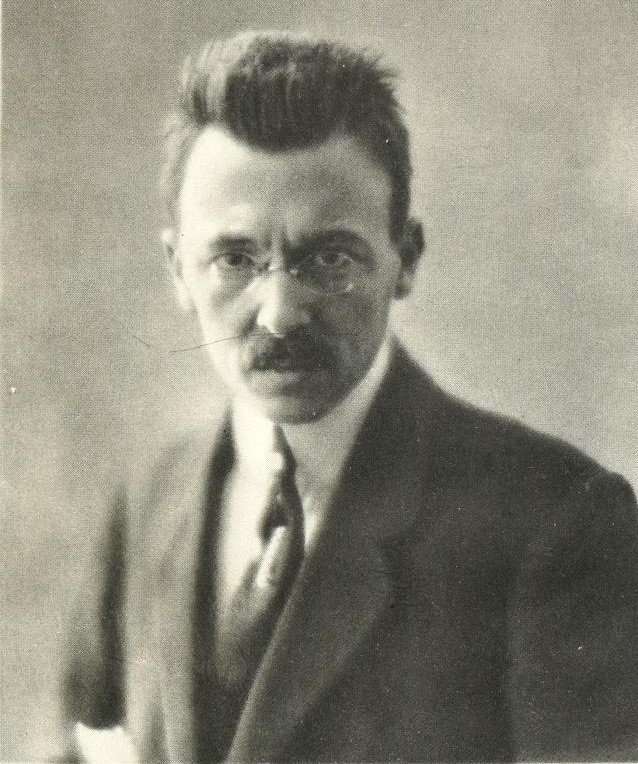
Ildebrando Pizzetti 1922.

Dèbora e Jaéle (Debora och Jael) är en opera i tre akter med musik och libretto av Ildebrando Pizzetti fritt efter historien om profeten Debora och Jael i Domarbokens fjärde och femte kapitel.

## Historia
Pizzetti behöll grundhistorien men ändrade drastiskt karaktärernas underliggande motiv och kastade om begreppet "gott och ont". Kung Sisera är en långt mer komplex och sympatisk person än Dèbora. Emedan hon representerar den judiska lagens stelhet har han besökt Grekland och börjar anamma en ny livssyn som skiljer honom från resten av folket. Även Jaéle känner att den gamla lagen är förgången, så när Dèbora skickar henne till Sisera för att övertala honom att strida känner hon sympati med kungen som mynnar ut i en känsla av konflikt mellan kärlek och plikt. Den besegrade Sisera söker skydd i Jaéles tält. Efter en kärleksnatt somnar kungen. När de israeliska trupperna närmar sig slår Jaéle en tältpinne i Siseras huvud för att skona honom från ett öde värre än döden.
Pizzetti började arbeta på librettot 1915 och komponerade musiken 1917-21. Operan hade premiär den 16 december 1922 på La Scala i Milano med Arturo Toscanini som dirigent.

## Personer

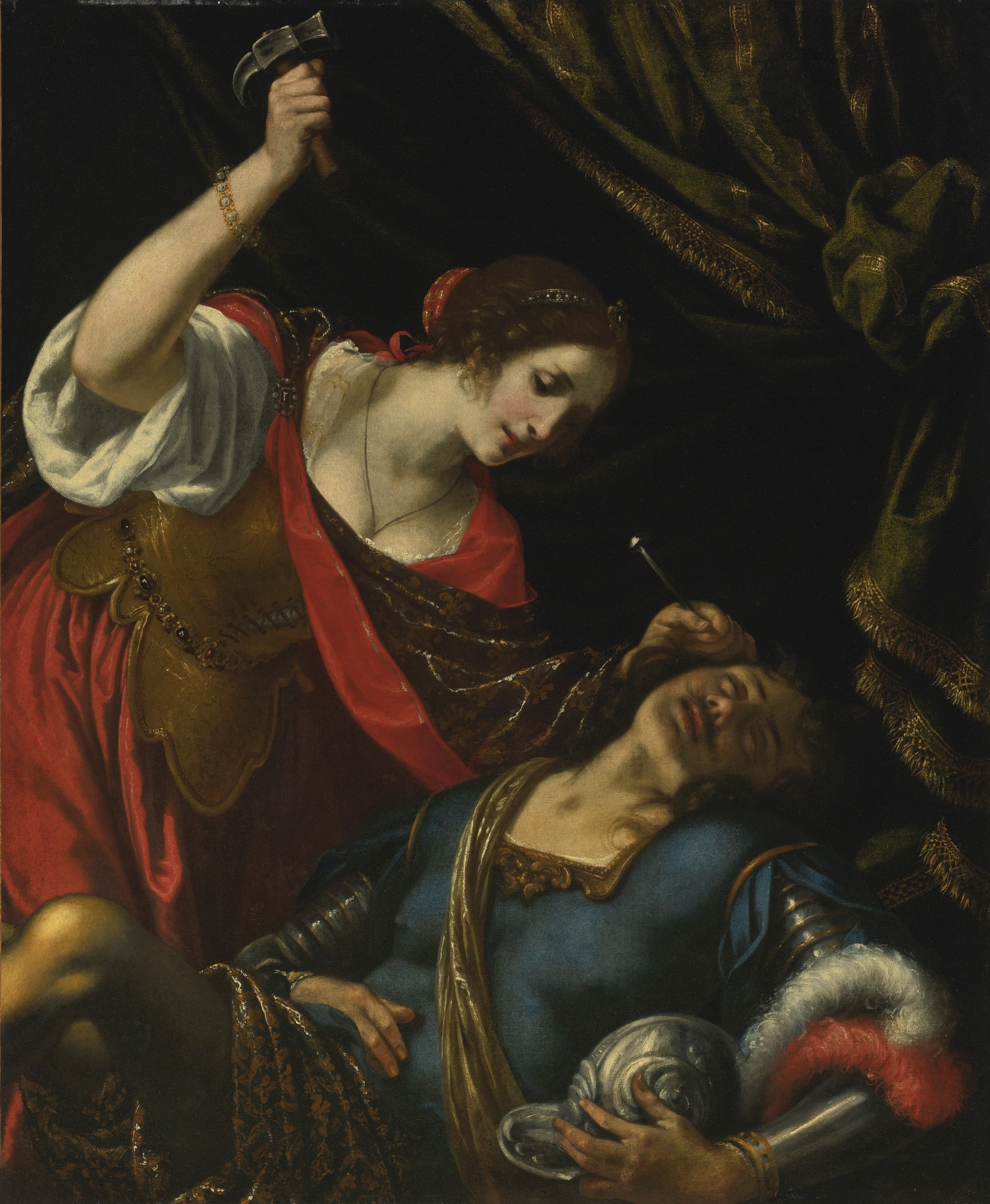
Jael och Sisera målad av Jacopo Vignali 1600-talet.

- Dèbora (kontraalt)
- Jaéle (sopran)
- Mara (mezzosopran)
- Azriél (tenor)
- Scillèm (tenor)
- Kung Sisera (tenor)
- Piràm/herde (tenor)
- Jàfìa (tenor)
- En slav (tenor)
- Jèsser (baryton)
- Hèver (bas)
- Baràk (bas)
- Blind man i Kinnèreth (bas) [1]
- Nabì/Adonisédék (bas)
- Talmài (bas)

## Handling
Profeten Dèbora har förklarat krig mot kananéernas kung Sisera. Kungen gömmer sig innanför en ointaglig mur. Dèbora vet att kungen är förälskad i Jaéle så hon skickar henne tillsammans med Mara för att lura ut honom.
Jaéle försöker döda kungen men förälskar sig i honom och han förlåter henne. Mara sjunger om sonen som gick förlorad i kriget mot kananéerna och Jaéle störs i sin kärlek. Sisera tillåter att Jaéle lämnar honom och lovar att de ska ses när han har besegrat israeliterna. Men israels folk besegrar kananéerna och Sisera söker skydd i Jaéles tält. Dèbora begär att hon ska överlämna honom men Jaéle vägrar. Just som israeliterna avancerar dödar Jaéle Sisera i sömnen för att rädda honom från en värre död.